# John Gaillard
John Gaillard, född 5 september 1765 i South Carolina, död 26 februari 1826 i Washington, D.C. var en amerikansk politiker. Han representerade delstaten South Carolina i USA:s senat från 1804 fram till sin död.
Gaillard härstammade från hugenotterna och han studerade juridik i England. Han var talman i South Carolinas senat 1803-1804. Senator Pierce Butler avgick 1804 och efterträddes av demokrat-republikanen Gaillard. Han var senare anhängare av William H. Crawford och därefter anhängare av Andrew Jackson.
Gaillard var tillförordnad talman i USA:s senat, president pro tempore of the United States Senate, 1810, 1814-1819 och 1820-1825.
Senator Gaillard avled 1826 i ämbetet och efterträddes av William Harper.